# Adam Benedikt Bavorovský
Dom Adam Benedikt Bavorovský, OSB († 26. května 1636) byl český (resp. moravský) římskokatolický duchovní, původně rajhradský benediktin, v letech 1615–1635 pak opat Emauzského kláštera benediktinů v Praze.

## Život
Adam Benedikt Bavorovský pocházel z Ostrovačic na Moravě. V mládí vstoupil v Rajhradě do benediktinského řádu. V pozdější době přešel do pražských Emauz, které byly za vlády Rudolfa II. vráceny katolíkům. Adam Benedikt zde byl posléze, v roce 1615 zvolen opatem. Obnovený klášter se však musel potýkat s celou řadou problémů, které se nedaly řešit. Po dohodě s císařem Ferdinandem II. byla skomírající komunita přestěhována do malého konventu při kostele sv. Mikuláše na Starém Městě a do Emauz byli uvedeni mniši z Montserratské kongregace benediktinského řádu, zvaní černí Španělé.
Adam Benedikt Bavorovský řídil českou benediktinskou komunitu u sv. Mikuláše ještě zhruba rok po jejím odchodu z Emauz. Zemřel 26. května
1636.